# Aftensang
Aftensang er en betegnelse for en sang med aftenen som tema.
På dansk er B.S. Ingemann og C.E.F. Weyse kendt for deres syv aftensange fra 1838, der sammen med deres morgensange indgår i den danske Kulturkanon og samlet betegnet som hørende til "det ypperste i dansk musik og rummer uden tvivl de mest koncentrerede satser i dansk musikhistorie".
Blandt disse syv sange er "Dagen går med raske fjed" og "Der står et slot i Vesterled".
Af andre danske aftensange kan nævnes Thomas Laub og Jeppe Aakjærs "Stille, hjerte, sol går ned", C.E.F. Weyse og J.L. Heibergs "Natten er så stille" og "I skovens dybe stille ro", hvor Fritz Andersen satte tekst til en folkemelodi.
En nyere aftensang er "Du, som har tændt millioner af stjerner" fra 1981.
De 7 Ingemann-Weyse aftensange er alle arrangeret for SATB-kor af Bo Holten og findes udgivet samlet i 1999 med de tilsvarende morgensange.

## Liste

### Ingemann og WejsesSyv Aftensange
- "Der står et slot i Vesterled"
- "Dagen går med raske fjed"
- "Til vor lille gerning ud"
- "I fjerne kirketårne hist"
- "Bliv hos os, når dagen hælder"
- "Den skønne jordens sol gik ned"
- "Den store stille nat går frem"

### Andre
- "Fred hviler over land og by"
- "Stille, hjerte, sol går ned"
- "Natten er så stille"
- "I skovens dybe stille ro"
- "Nu gik solen ned"
- "Nu lider dagen'"
- "Flyv, fugl! Flyv over Furesøens vove!"
- "Sænk kun dit hoved, du blomst"
- "Tunge, mørke natteskyer"